# Pommersche Hütehunde
Pommersche Hütehunde (auch bodenständige Hütehunde) sind Schläge von Hunden, die in Pommern bis in die erste Hälfte des 20. Jahrhunderts gezüchtet wurden. Sie wären den Altdeutschen Hütehunden zuzuordnen, aber müssen heute als ausgestorben angesehen werden.

## Verein für bodenständige Hütehunde
Im Jahre 1927 gründete der Tierarzt W. Wieland zusammen mit Gleichgesinnten den Verein für bodenständige Hütehunde, der sich dem Erhalt der damals in Pommern vorkommenden Schafhundeschläge verschrieb. Nach damaligem Verständnis wollte man aus diesen Schlägen eine oder mehrere Hunderassen entwickeln, jedoch die Bedürfnisse der Landbevölkerung in den Vordergrund stellen; die Mehrzahl der Vereinsmitglieder waren denn auch Schäfer und Viehpfleger.
Wieland hatte ursprünglich drei Typen klassifiziert: einen weißen zotthaariger Pommerschen (Typ I), bei dem es sich um die lokale Varietät des Schafpudels handelte; einen weißen schlichthaarigen Pommerschen (Typ II), der dem ungarischen Kuvasz gleiche, so Wieland, und einen sehr kleinen, um 30 cm großen, meist blonden Hund (Typ III), dem er Ähnlichkeit zum Puli und zum Skye Terrier zuschrieb. Dabei sollte Typ I den Namen „Deutscher zotthaariger Hirtenhund“, Typ II den Namen „Langhaariger Deutscher Hirtenhund“ und Typ III den Namen „Deutscher oder Pommerscher Hütehund“ erhalten. Den Terminus „Hirtenhund“ wollte er einführen, zum einen, weil ihm die Analogie zu den Ungarischen Hirtenhunden passend erschien; und zum anderen, weil „Schäferhund“ zwar richtig sei, aber er in Anbetracht der Entwicklung des modernen  Stockhaarigen, also des Deutschen Schäferhundes, einen unterscheidungskräftigeren Namen suchte. Der Terminus „Hütehund“ erschien ihm nur für den kleinen Typ III angemessen.
In der Folgezeit geriet ein weiterer Hundetyp in den Fokus des Vereins für bodenständige Hütehunde, nämlich ein weißer spitzartiger mit Hütehundqualitäten. Dieser Hütespitz oder Schäferspitz wird 1933 neben dem Schafpudel und dem Typ II als einer der drei Schläge der bodenständigen Hütehunde angeführt. Dem ursprünglich als Typ III klassifizierten Hund scheint im Nachhinein ein geringeres Interesse zuteilgeworden zu sein. Die Bezeichnung Pommerscher Hütehund wurde in späteren Veröffentlichungen für den schlichthaarigen, weißen Typ II verwandt; darüber hinaus wurde sie zum Oberbegriff für alle Schläge.

## Beschreibung der Schläge

### Pommerscher Schafpudel
Für die pommersche Varietät werden die Farben rein weiß und weiß mit anderen Farbeinstreuungen genannt; siehe Schafpudel.

### Pommerscher Hütehund
Eine Beschreibung der Fachschaft bodenständiger Hütehunde aus dem Jahre 1939 für den großen pommerschen Hütehund (Typ II): 

„Der pommersche Hütehund ist der stattlichste Schlag der bodenständigen Rasse, daher im allgemeinen größer und gestreckter als der Schafpudel. Die Rüden dieses Schlages werden zwischen 56 und 60 Zentimetern, die Hündinnen um 55 Zentimeter herum groß. Ihr Ohr ist klein, dreieckig, Kippohr, in der Erregung gehoben. Seine Behaarung ist schlicht langhaarig, Unterwolle ist vorhanden. Diese Hunde sind meist reinweiß, während bei den Schafpudeln noch Blauschimmel und andere Farbeinstreuungen vorkommen.“

Nach Wieland wiesen diese Hunde, zumindest vor dem Beginn der züchterischen Bestrebungen, häufig eine „schlechte Rutenhaltung (Hakenrute, Neigung zum Ringeln)“ auf. Eine Ringelrute ist typisch für Spitze.

### Pommerscher Hütespitz
Beschreibung der Fachschaft für bodenständige Hütehunde, 1939: 

„Er ist mittelgroß, stehohrig, wirkt gedrungen und hat gut mittellanges Stockhaar. Wie sein Name sagt, hat er ein kleines, straffes, abgerundetes Stehohr, dessen Ränder und Inneres gut behaart sind. Sein mittellanges Stockhaar hat gute Unterwolle, die sich aber nach der Jahreszeit richtet. Die starke Entwicklung der Grannenhaare am Hals und an den Backen bedingt den Schnurrbart die Mähnenbildung. Seidiges oder weiches Haar findet man bei arbeitenden Spitzen nicht. Die Rute ist kurz, hart und buschig behaart, hat keine Fahne und wird meist nicht gerollt über dem Rücken getragen. Im übrigen muß sich die Fachschaft vorbehalten,[...] später den einen oder anderen örtlich begrenzten Schlag anzuerkennen.“

Für einen 13-jährigen, „reinblütigen“ Hütespitz-Rüden namens Ivo werden im Jahre 1951 eine Widerristhöhe von 57 cm und ein Gewicht von etwa 23 kg genannt.

## Zur Herkunft des Hütespitzes

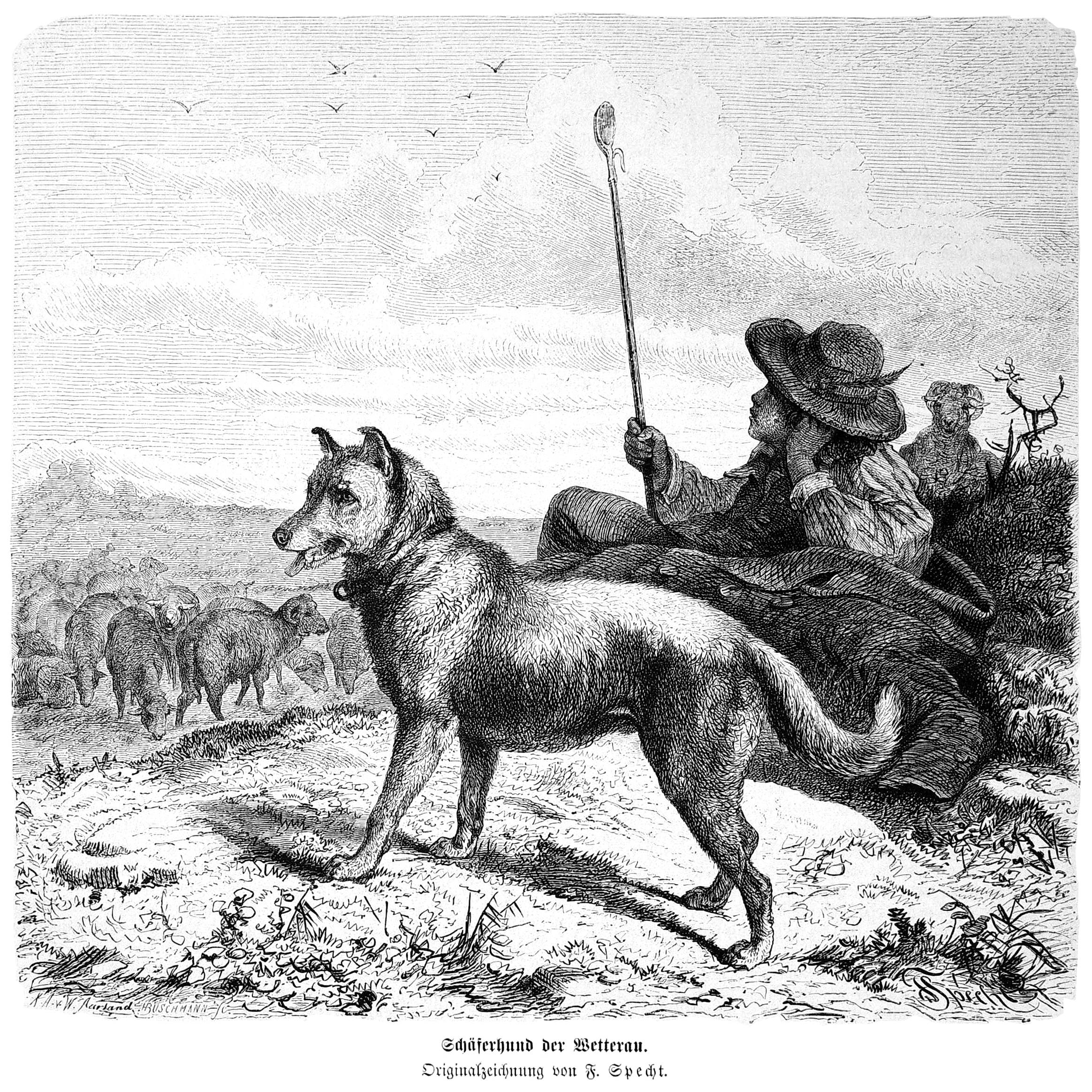
Schäferhund aus der Wetterau, gez. von Friedrich Specht, in Die Gartenlaube, 1872

Der Hütespitz wird als mit den Groß- und Mittelspitzen nicht identisch aber als möglicherweise mit ihnen verwandt angesehen.  Zwar wird auch bei dem Großspitz eine Eignung für leichtere Hütearbeiten festgestellt, jedoch war dieser primär ein Haus- und Hofhund, zu dessen Aufgaben nicht die Arbeit an großen Viehherden zählte.
In der älteren Literatur werden Spitze und schäferhundartigen Hunde entweder auf einen gemeinsamen Urahn zurückgeführt oder der Spitz wird als der ursprünglichere Hundetyp angesehen, aus dem sich unter anderem auch die Schäferhunde entwickelten (siehe Torfspitz).
Dessen ungeachtet, hat es vor dem Aufkommen von Zuchtvereinen im 19. Jahrhundert immer wieder einen Austausch zwischen den unterschiedlichen Hundetypen gegeben. Auch 1927 schrieb Wieland noch: „Leider legen die Besitzer dieser Hunde – mögen es nun Schäfer oder Bauern sein – keinen Wert auf wirkliche Reinzucht, so dass es zunächst ziemlich schwierig sein dürfte, ganz rassenreine Zuchtstämme zusammenzustellen.“

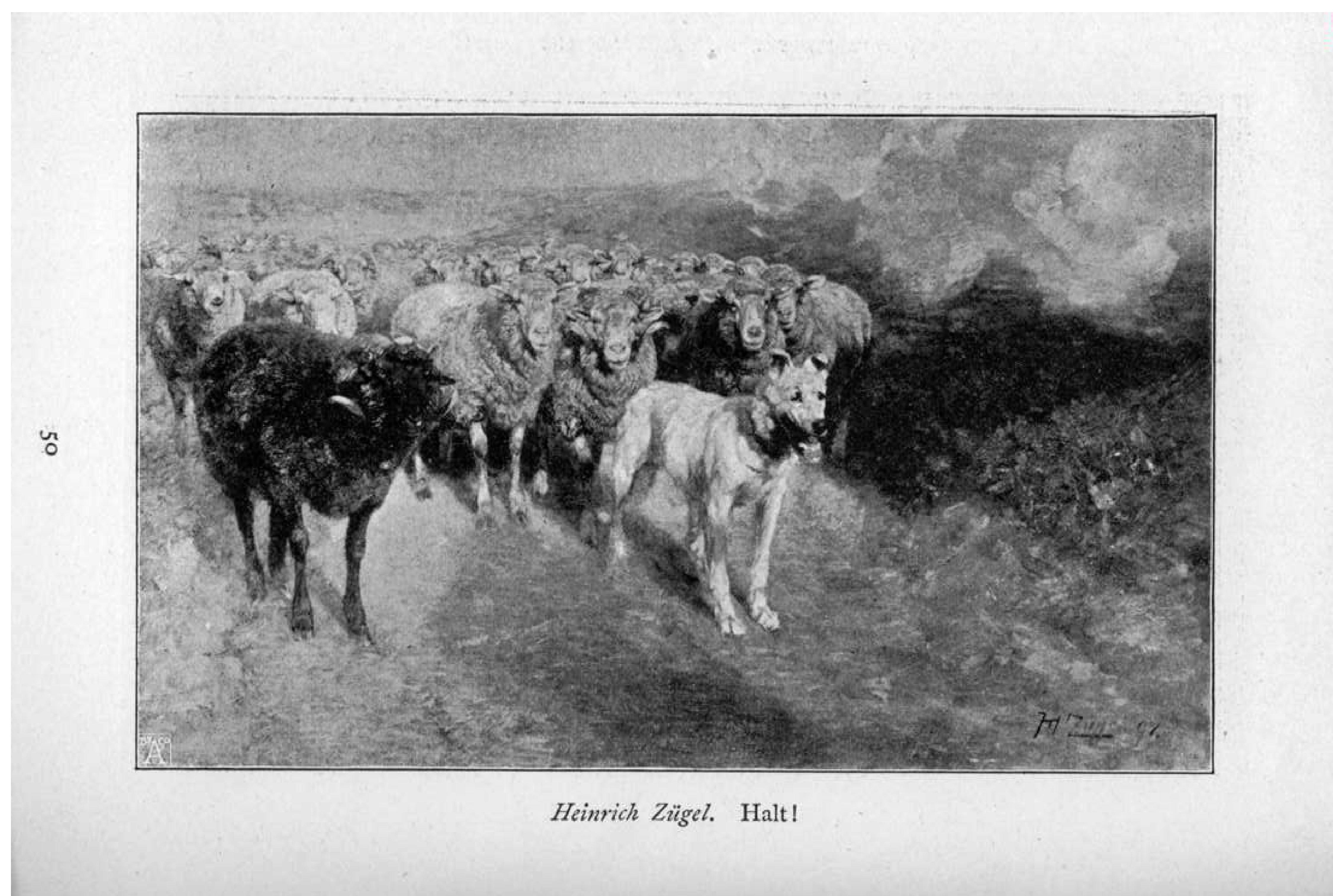
Halt! von Heinrich von Zügel, 1897

Stockhaariger heller Schäferhund aus Norddeutschland um 1900

Langstockhaariger heller Schäferhund aus Norddeutschland um 1900

Synonym zum Terminus Hütespitz wird auch der Begriff Schäferspitz verwendet. Max von Stephanitz sieht in letzterem jedoch lediglich eine andere Bezeichnung für norddeutsche Schäferhundschläge, die für die Zucht des späteren Deutschen Schäferhundes Verwendung fanden. Für diese seien in der Mitte des 19. Jahrhunderts Stehohren typisch gewesen; in den von Specht gezeichneten Schäferhunden sieht er den als Schäferspitz bezeichneten Hundetyp. Aufgrund der besonderen Beliebtheit stehohriger Hunde wären in den württembergischen Schlag Hunde aus dem norddeutschen Raum sowie aus Thüringen eingekreuzt worden. Die Verbindung dieses Merkmals mit der überdurchschnittlichen Größe der Württemberger sei das Ei des Kolumbus für die Zucht des Schäferhundes gewesen. Indessen führt er für Teile Mittel- und Norddeutschlands auch einen leichter gebauten Typ an. Es könne in Richtung Norden zu einer Vermischung mit kleineren nordischen Hunden gekommen sein; der Spitz oder Pommer sei dort sehr verbreitet gewesen. Auch seien eine Ringelneigung der Rute und das der Spitzbehaarung ähnelnde Langstockhaar im Süden kaum anzutreffen, während sie nach Norden hin häufiger auftrete. Ferner erwähnt er, dass Schäferhunde in helleren Farben, sogenannte Schimmel, in diesen Gebieten häufiger gewesen seien.
Dem ungarischen Mudi wird gelegentlich eine Verwandtschaft zum Hütespitz zugeschrieben.

## Sonstiges
Die Pommerschen Hütehunde wurden zur Festigung der Rassen des Polski Owczarek Podhalanski, des Kuvasz, des Liptak, des Siebenbürgischen Hirtenhundes und umgekehrt verwendet.
Von ihnen wird auch vermutet, dass sie zu den Vorfahren des heutigen Weißen Schäferhundes gehören. Es besteht auch eine deutliche Ähnlichkeit zum Pommerschen Hütespitz. Da die direkte Abstammung des Weißen Schäferhundes vom Deutschen Schäferhund bekannt ist, lässt sich diese verwandtschaftliche Beziehung grundsätzlich eher vor der, durch Zucht bedingten, Trennung des Deutschen Schäferhundes von den Altdeutschen suchen. Allerdings können Hunde aufgrund ihres phänotypischen Erscheinungsbildes als der Rasse „Weisser Schweizer Schäferhund“ zugehörig eingestuft werden. Daher könnten die letzten Pommerschen Hütehunde in der Zucht des Weißen Schäferhundes aufgegangen sein.
Bemerkenswert ist, dass Weiß in Pommern offenbar über alle Hundetypen hinweg eine bei der Zucht bevorzugte Farbe war. Bei den Spitzen führte dies dazu, dass weiße Spitze Pommernspitze genannt wurden. Dieser Name übertrug sich dann im englischen Sprachraum auf den später entstehenden Zwergspitz, der dort Pomeranian genannt wird.